# Maria Platon
Maria Platon (n. 28 decembrie 1924, comuna Nănești, jud. Vrancea) este un filolog și istoric literar, profesor la Universitatea „Alexandru Ioan Cuza” din Iași. A urmat studii secundare la liceul ortodox de fete din Cernauți (1935-1938) și liceul “Oltea Doamna” din Rădăuți (1939-1943), după care urmează Facultatea de Litere și Filosofie din Iași (1943-1947). Doctorat în științe filologice obținut în 1969 la Universitatea  “Al.I. Cuza” din Iași, doctorat în litere la Universitatea “Paul Valery” din Montpellier (Franța) în 1972. După 2 ani de profesorat la Bacău, devine asistentă apoi, lector, conferențiar și profesor la Facultatea de Litere din Iași, iar din 1985 - profesor consultant. Prodecan al Facultății de Filologie (1968-1970), lector de limba română la Universitatea din Montpellier (1970-1972), ”maitre de conferences associe” la aceeași universitate (1975-1977).
Debutul publicistic în Iașul literar, după care colaborează cu studii, cercetări, articole, recenzii și note la Convorbiri literare, Cronica, Analele Universității “Al.I. Cuza”, Revista de istorie și teorie literară, Revue des langues romanes din Franța ș.a. Autoare a numeroase cursuri de istorie a literaturii române, în 1972 publică ediția critică Dacia literară, distinsă cu Medalia de aur la Salonul cărții organizat în același an la București, apoi Dacia literară - destinul unei reviste, Viața unei epoci literare (1974), V. Alecsandri și cântecul gintei latine (1980), Nicolae Bălcescu - “Românii supt Mihai Voievod Viteazul” (1988). Realizează traducerea, selecția textelor, prefața și notele la volumul Romanul vieții mele de Elena Văcărescu (1996). Consacra o monografie sciitoarei Alice Călugăru.
Colaborează la realizarea volumelor: Tratatul de istorie a literaturii române (vol.II, 1967), De la “Viața românească” la “Ethos” (1989), texte și interpretări literare (1989).

## Opera
- Istoria literaturii române moderne, vol. I-II, partea I-II, București, 1962-1976;
- Vasile Alecsandri et le Felibrige, Montpellier, 1972;
- Universitatea „A.I. Cuza", Iași (în colaborare), București, 1972;
- „Dacia literară". Destinul unei reviste, viața unei epoci literare, Iași, 1974;
- Vasile Alecsandri, poeții felibri și „Cântecul gintei latine", Iași, 1980;
- Alice Călugăru, o poetă pe nedrept uitată, Iași, 2001.

## Ediții
- „Dacia literară", sub redacția lui Mihail Kogălniceanu, introducerea editorului, București, 1972;
- N. Bălcescu, Românii supt Mihai-Voevod Viteazul, postfața editorului, Iași, 1988;
- Elena Văcărescu, Romanul vieții mele. „Printre cei mari ai unei lumi dispărute", prefața editorului, Iași, 1997;
- Elena Văcărescu și Franța. Memorii, oameni și idei, prefața editorului, Iași, 1998.